# Родная партия
Родная партия — российская политическая партия, существовавшая 2012—2020 годах. Идеология партии являлась зелёная политика с русской культурой и аграрностью. Партия опиралась на создание условий для возвращения Любви в семьи навечно, за предоставление каждой желающей российской семье земельного участка размером в 1 га безвозмездно, без права продажи, с правом передачи по наследству для обустройства Родового поместья.

## Описание
26 октября 2012 года в Москве состоялся учредительный съезд политической партии «Родная Партия», основателем которой выступил писатель «Звенящие кедры России» Владимир Мегре. На съезде председателем федерального координационного совета была избрана Демидова Надежда Александровна.
5 сентября 2013 года партия была официально зарегистрирована Министерством юстиции России. Партия в своей программе выступает за создание на земле «Родовых поместий», зелёную и аграрную политику с элементами старообрядчества. В 2015 году партия приняла участие в круглом столе Белого движения.
20 июня 2014 году на внеочередном II съезде партии в Белгороде новым председателем партии был избран председатель Нижегородского регионального отделения Самохин Александр Викторович.
В 2018 году на президентских выборах в 2018 партия выдвинула кандидатом директора Центра молодости и долголетия Марину Копенкину, которой ЦИК РФ отказал в регистрации, после чего Марина Копенкина баллотировалась кандидатом в депутаты в Саратовскую областную думу по одномандатному избирательному округу.
Ряд регионов выступили против новоизбранного председателя Александра Самохина, который стал действовать против политики партии. В партии произошёл раскол, который поддержал основатель партии Владимир Мегре, организовав «Народную Родную Партию». Председатель Владимирского регионального отделения Вячеслав Рыбка через видеообращение потребовал созыва внеочередного съезда.
В 2020 году лидер партии Александр Самохин отказал адвокату Д.Третьякову оспорить в Верховном Суде Федеральный Закон «О внесении изменений в Федеральный закон «Об основных гарантиях избирательных прав и права на участие в референдуме граждан Российской Федерации от 05.05.2014 № 95-ФЗ, чтобы через суд отменить сбор подписей и запрет на формирование избирательных блоков.
17 ноября 2020 Верховный Суд по иску Министерства юстиции ликвидировал Родную партию. При этом, в отличие от центра, Владимирское региональное отделение Родной Партии под председательством Вячеслава Рыбки предьявило встречное исковое заявление в Верховный суд, в котором оспаривало Закон.

## Выборы
Партия принимала участие преимущественно в муниципальных сельских выборах. 
В 2016 году ЦИК РФ отказал партии в регистрации партийного списка на выборах в Государственную Думу РФ.
В 2018 году облизбирком отказал в регистрации партийного списка на выборах в Ивановскую областную думу. В этом же году партия подала документы на выборы в Ярославскую областную думу, однако избирком по формальным причинам не принял собранные подписи.
На выборах в городскую Думу Великого Новгорода избирком допустил выдвинутых партией кандидатов по одномандатным округам.
В 2019 году партия подала документы на довыборы в Белгородский городской Совет шестого созыва. В городе Королёв МО партии было отказано в выдвижении.

## Руководство
- Самохин Александр Викторович (2014—2020);
- Демидова Надежда Александровна (2012—2014)